# Mendeléyevsk

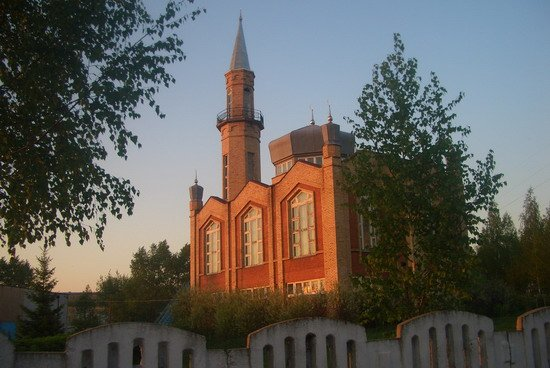
Mezquita en Mendeléyevsk

Mendeléyevsk (ruso: Менделеевск), localidad tártara de 22.027 habitantes según el censo ruso de 2002 (18.085, según el soviético de 1989). A 238 km de Kazán, se estableció una planta química en 1868, se le concedió el título de ciudad en 1967.
- Datos: Q158816
- Multimedia: Mendeleevsk / Q158816